# Đông Chu liệt quốc - Chiến Quốc thiên
Đông Chu liệt quốc - Chiến Quốc thiên (tiếng Trung: 東周列國·戰國篇, tiếng Anh: Warning states) là loạt phim truyền hình dã sử do Diêm Kiến Cương đạo diễn, xuất phẩm năm 1998 tại Bắc Kinh.

## Lịch sử
Truyện phim phỏng theo bộ tiểu thuyết chương hồi Đông Chu liệt quốc chí của các tác giả Phùng Mộng Long và Sái Nguyên Phóng thời Minh-Thanh, được coi như phần kế tiếp Đông Chu liệt quốc - Xuân Thu thiên đã phát hành trước đó.

## Nội dung
Kết cấu phim khởi sự từ thời Tam gia phân Tấn đến khi Tần Thủy hoàng đế thống nhất liệt quốc, mà sử gọi Chiến Quốc.
Nhà Chu đã hoàn toàn suy vi, chỉ còn là một thành ấp nhỏ giữ hương hỏa liệt tổ liệt tông và làm vì cho thiên hạ trông vào. Bấy giờ, chư hầu ngày càng lớn mạnh, đua nhau xưng vương (王), nước lớn nuốt nước bé. Nhưng trong dân gian xuất sinh những hiền nhân du thuyết nhằm phục vụ khát vọng thống nhất giang sơn.
1. Tập 01-03: Tử sĩ Dự Nhượng (死士豫讓)
2. Tập 04-05: Ngụy cung kinh mộng (魏宮驚夢)
3. Tập 06-09: Thương Ưởng biến pháp (商鞅變法)
4. Tập 10-12: Tôn Bàng đấu trí (孫龐鬥智)
5. Tập 13-15: Tô Trương tung hoành (蘇張縱橫)
6. Tập 16-18: Triệu Võ Linh vương (趙武靈王)
7. Tập 19-21: Điền Đan phục quốc (田單復國)
8. Tập 22-24: Phạm Thư phục cừu (范雎復仇)
9. Tập 25-26: Thiết phù cứu Triệu (竊符救趙)
10. Tập 27-29: Lữ thị xuân thu (呂氏春秋)
11. Tập 30-32: Kinh Kha thích Tần (荊軻刺秦)

## Kĩ thuật
Phim được thực hiện tại Bắc Kinh và Hà Bắc năm 1997.

### Sản xuất
- Giám chế: Dương Vĩ Quang, Vu Quảng Hoa, Lý Bồi Sâm, Ngạc Chấn Anh, Lưu Nghi Cần, Tiêu Đạo Trạch, Phí Văn, Giả Văn Tăng, Hồ Ân

### Nhạc nền
- Quan thư[2] (Chu Nam ca)

## Hậu trường
Khi phát hành tại Đài Loan, nhan đề phim được đổi thành Đông Châu liệt quốc chi Chiến Quốc thất hùng (東周列國之戰國七雄).
Tại Việt Nam, khán giả màn ảnh nhỏ đã quen thuộc với giọng thuyết minh Nguyễn Ngọc Thạch (Hanoi TV). Bản Đông Châu liệt quốc - Chiến Quốc thiên Việt ngữ được đánh giá cao nhất cũng do ông thuyết minh.